# Amfotericina B
L'amfotericina B è un antimicotico (nel caso specifico è un macrolide polienico) prodotto da Streptomyces nodosus utilizzato nella pratica medica per la cura di micosi profonde e sistemiche. Presenta un alto potenziale tossico, per questo viene spesso usato in associazione con la flucitosina, in modo da poterne somministrare un dosaggio inferiore ed essere quindi meno tossico. Non è efficace contro microrganismi batterici.

## Meccanismo d'azione
Mentre le cellule umane utilizzano il colesterolo come sterolo principale nella costituzione delle membrane citoplasmatiche, i miceti presentano l'ergosterolo come costituente steroideo fondamentale.
L'amfotericina si dispone nel doppio strato lipidico delle membrane, legandosi con la propria sezione idrofoba a una molecola di ergosterolo mentre con la parte idrofila interagisce con una seconda molecola di amfotericina, legata a un'altra molecola di ergosterolo. Il meccanismo più accreditato è quello che comporta la formazione tra le due molecole di amfotericina B di una sorta di poro, un canale idrofilo che consente la fuoriuscita di ioni K+ e di altri soluti cellulari dal micete, causandone così la morte per lisi cellulare.
L'amfotericina presenta un'affinità circa 10 volte maggiore per l'ergosterolo rispetto al colesterolo, tuttavia questa selettività non è assoluta dando conto così del profilo di tossicità verso le cellule dell'ospite.

## Spettro d'azione
L'amfotericina, a seconda del microrganismo e della concentrazione del farmaco, è fungistatico o fungicida. È efficace contro un'ampia varietà di funghi, come:  aspergillus , candida albicans, coccidioides, e blastomices. Viene usato anche contro alcuni protozoi, come Naegleria fowleri (causa di meningoencefalite amebica primaria), Balamuthia mandrillaris, Toxoplasma gondii e Leishmania.

## Resistenza
La resistenza dei funghi, sebbene non sia frequente, è associata a una diminuzione di ergosterolo nelle membrane, in modo da poter aggirare l'attività dell'amfotericina.

## Farmacocinetica
L'amfotericina viene somministrata per via endovenosa. Può essere somministrata anche per via intratecale per il trattamento di meningiti. Si lega ampiamente alle proteine plasmatiche e si distribuisce bene in tutto l'organismo e nei tessuti, ma scarsamente nell'occhio e nel liquido amniotico, sebbene attraversi la placenta. Viene espulsa lentamente per via renale.
Per via topica è scarsamente assorbita.

## Effetti collaterali
L'amfotericina ha un basso indice terapeutico, pertanto anche a basse dosi può essere causa di effetti avversi, infatti la dose giornaliera non deve superare i 1,5 mg/kg. Per questo motivo alla prima somministrazione vengono date basse dosi di prova, per poter definire il grado di risposta del paziente.
Tra gli effetti collaterali descritti vi sono: reazioni anafilattiche, convulsioni, febbre e brividi (in particolare dopo endovenosa), alterazioni renali, ipotensione, anemia, melena, cefalea e tromboflebite nella sede dell'iniezione.

## Interazioni con altri farmaci
Non va somministrata con altri farmaci nefrotossici come gli aminoglicosidici, da evitare la contemporanea assunzione di digitale per scongiurare ipopotassemia. La soluzione fleboclisi è incompatibile con il cloruro di sodio, per cui va somministrata singolarmente.